# Bauernhaus Allersstraße 27

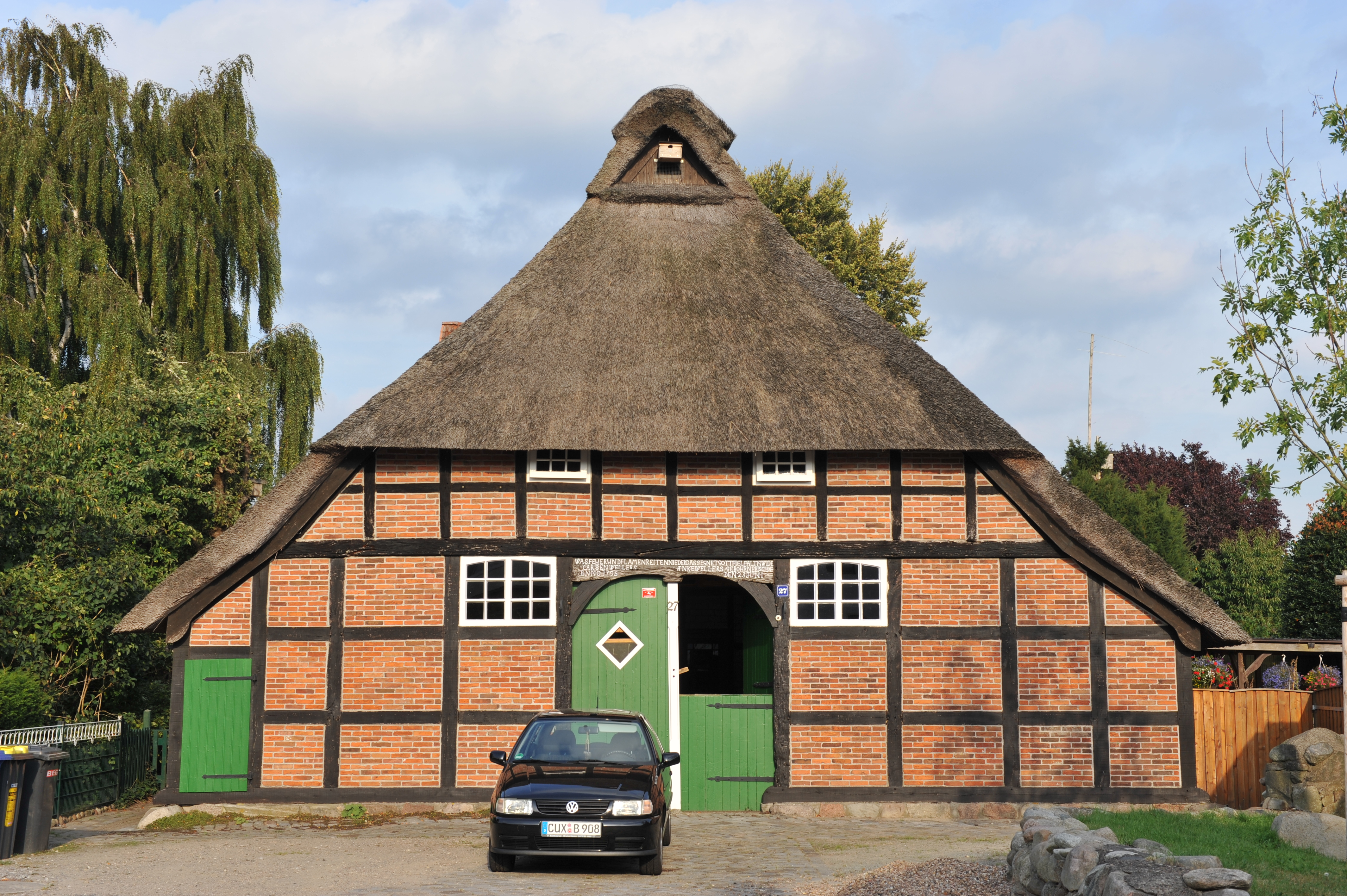
Bauernhaus Allersstraße

Das Bauernhaus Allersstraße 27 in Bremerhaven-Wulsdorf, Ortsteil Jedutenberg, Allersstraße 27, wurde 1795 gebaut.
Das Gebäude steht seit 1991 unter Bremer Denkmalschutz.

## Geschichte
Wulsdorf gehörte 1779 zum Amt Stotel-Vieland im Kurfürstentum Braunschweig-Lüneburg, später Königreich Hannover.
Das Bauernhaus wurde 1795, in der Bauepoche des späten Barocks, im alten Wulsdorf nahe der Dionysiuskirche errichtet. Das Bauwerk mit Fachwerk, einer Klinkerfassade und reetgedecktem Krüppelwalmdach mit Eulenloch entsprach dem Typ eines niederdeutschen Hallenhauses als Wohnstallhaus (Fleet-Deelenhaus) mit dem großen mittleren Tor und der seitlichen Stalltür. 
Das Gebäude wird heute als Wohnhaus genutzt.